# Губернатор Белгородской области
Губерна́тор Белгородской о́бласти — высшее государственное должностное лицо Белгородской области. Избирается по результатам прямых равных выборов сроком на 5 лет.

## Правовое положение[1]

### Полномочия
Губернатор Белгородской области осуществляет следующие полномочия:
- представляет Белгородскую область в отношениях с федеральными органами государственной власти, органами государственной власти субъектов Российской Федерации, органами местного самоуправления, а также при осуществлении международных и внешнеэкономических связей;

- подписывает и обнародует либо отклоняет законы Белгородской области, принятые Белгородской областной Думой;

- осуществляет нормативное регулирование общественных отношений;

- определяет структуру органов исполнительной власти Белгородской области в соответствии с настоящим Уставом;

- формирует Правительство Белгородской области и принимает решение о его отставке;

- представляет Белгородской областной Думе для согласования кандидатуры на замещение государственных должностей Белгородской области в случаях, предусмотренных настоящим Уставом;

- возглавляет Правительство Белгородской области, председательствует на его заседаниях, подписывает правовые акты Правительства Белгородской области, представляет Правительство Белгородской области во взаимоотношениях с другими органами государственной власти;

- обеспечивает координацию деятельности органов исполнительной власти Белгородской области с иными органами государственной власти Белгородской области и в соответствии с законодательством Российской Федерации может организовывать взаимодействие органов исполнительной власти Белгородской области с федеральными органами исполнительной власти и их территориальными органами, органами местного самоуправления и общественными объединениями;

- инициирует созыв внеочередного заседания Белгородской областной Думы, созывает вновь избранный состав Белгородской областной Думы на первое заседание ранее срока, установленного настоящим Уставом;

- участвует в заседаниях Белгородской областной Думы с правом совещательного голоса;

- представляет в Белгородскую областную Думу проект областного бюджета;

- представляет в Белгородскую областную Думу ежегодные отчеты о результатах деятельности Правительства Белгородской области, в том числе по вопросам, поставленным Белгородской областной Думой;

- ежегодно представляет в Белгородскую областную Думу обязательный публичный отчет о результатах независимой оценки качества условий оказания услуг организациями в сфере культуры, охраны здоровья, образования, социального обслуживания, которые расположены на территории Белгородской области и учредителем которых является Белгородская область, и принимаемых мерах по совершенствованию деятельности указанных организаций;

- принимает решение о досрочном прекращении полномочий Белгородской областной Думы по основаниям, предусмотренным федеральным законом;

- подписывает договоры и соглашения от имени Белгородской области;

- осуществляет иные полномочия, предусмотренные федеральными законами, настоящим Уставом и законами Белгородской области.

### Наделение полномочиями и срок полномочий
Губернатор Белгородской области избирается на основе всеобщего равного и прямого избирательного права тайным голосованием на пять лет. Максимальное количество сроков в должности не ограничено. Полномочия Губернатора Белгородской области начинаются с момента принесения им присяги и прекращаются в специально установленный день истечения срока, за исключением ряда случаев.

### Присяга
На торжественном заседании Белгородской областной Думы губернатор Белгородской области, приносит следующую присягу:

«Клянусь при осуществлении полномочий Губернатора Белгородской области верно служить народу, добросовестно выполнять возложенные на меня высокие обязанности Губернатора Белгородской области, соблюдать Конституцию Российской Федерации, федеральные конституционные законы, федеральные законы, Устав Белгородской области и законы Белгородской области».

### Досрочное прекращение полномочий
Полномочия Губернатора Белгородской области прекращаются досрочно в случаях:
- его смерти;

- его отставки по собственному желанию;

- отрешения его от должности Президентом Российской Федерации по основаниям и в порядке, предусмотренным федеральным законом;

- признания его судом недееспособным или ограниченно дееспособным;

- признания его судом безвестно отсутствующим или объявления умершим;

- вступления в отношении него в законную силу обвинительного приговора суда;

- его выезда за пределы Российской Федерации на постоянное место жительства;

- утраты им гражданства Российской Федерации, приобретения им гражданства иностранного государства либо получения им вида на жительство или иного документа, подтверждающего право на постоянное проживание гражданина Российской Федерации на территории иностранного государства;

Временно исполняющего обязанности губернатора назначает указом президент РФ на период до вступления в должность губернатора, избранного на ближайших выборах. Срок, в который президент обязан издать указ, не установлен.

### Исполнение обязанностей
В случаях, когда Губернатор Белгородской области временно (в связи с болезнью или отпуском) не может исполнять свои обязанности, их исполняет первый заместитель Губернатора Белгородской области либо один из заместителей Губернатора Белгородской области, определённый Губернатором Белгородской области, за исключением случаев, предусмотренных федеральным законом.

## Список губернаторов
В 1991—2003 годах должность именовалась глава администрации.
| №    | Губернатор                    | Фотография | Срок губернаторства                                                                               | Кол-во сроков | Назначен на должность                                                                                            | Партийность   |
| ---- | ----------------------------- | ---------- | ------------------------------------------------------------------------------------------------- | ------------- | --- | ------------- |
| 1    | Виктор Берестовой (род. 1948) |            | 30 ноября 1991 — 11 октября 1993                                                                  | 1             | Президентом РСФСР                                                                                                | н/д           |
| 2    | Евгений Савченко (род. 1950)  |            | 18 декабря 1993 — 22 сентября 2020 (врио 11 октября — 18 декабря 1993, 16 июня — 14 октября 2012) | 4             | По результатам: прямых выборов                                                                                   | Единая Россия |
| врио | Денис Буцаев (род. 1977)      |            | 22 сентября — 18 ноября 2020                                                                      | -             | Исполнял обязанности по должности до назначения президентом России временно исполняющего обязанности губернатора | н/д           |
| 3    | Вячеслав Гладков (род. 1969)  |            | с 27 сентября 2021 (врио 18 ноября 2020 — 27 сентября 2021)                                       | -             | Назначен президентом России до вступления в должность лица, избранного губернатором                              | Единая Россия |